# مركز سوريك للبحوث النووية
مركز سوريك للبحوث النووية (بالعبرية : המרכז למחקר גרעיני - שורק ) يعتبر أحد معاهد الأبحاث النووية في دولة إسرائيل، والذي أنشئ بهدف البحث والتطوير لأغراض مدنية.

## تأسيس المركز
تأسس المركز عام 1958 بالقرب من ناحال سوريك ، غرب مدينة يفنه ، غرب بئر السبع من قبل لجنة الطاقة الذرية، ويشترك في منطقة أمنية مع قاعدة بلماحيم الجوية وقد بني من أجل دفع بناء البنية التحتية التكنولوجية لاستخدام الأساليب النووية في توليد الكهرباء وتطوير الأغراض الطبية والزراعة في إسرائيل . بالإضافة إلى انه "مسؤول عن الأبحاث وتطوير الأسلحة النووية وتصنيعها  بموجب اتفاق مع الولايات المتحدة تم بناء مفاعل الأبحاث سوريك"IRR-1" في عام 1955. في إطار برنامج الذرة من أجل السلام في عهد الرئيس دوايت ايزنهاور لتطوير الاستخدام السلمي للطاقة النووية. وقد تم وضع هذا المفاعل تحت التفتيش الأمريكي والوكالة الدولية للطاقة الذرية. تم تأسيس المركز رسميا في عام 1958 ، ولديه حاليا أكثر من 200 موظف يضم المعهد مجموعة واسعة من المختبرات والمرافق البحثية بما في ذلك مفاعل نووي يعمل بالماء الخفيف من نوع AMF 5 MW بقوة 5 ميجاوات .
مهندس الموقع كان المهندس المعماري موشيه زرحي . تم تصميم بناء المفاعل النووي نفسه من قبل المهندس المعماري فيليب جونسون بالتعاون مع المهندس الإسرائيلي جدعون زيف وسمي باسم البروفيسور إسرائيل فلاح  وقد حاز المبني على بضع جوائز في الهندسة المعمارية ويشبه غلافه الإسمنتي فنجاناً كبيراً ابيض مقلوباً. وقد وضع قلب المفاعل تحت تسعة أمتار من الماء المنزوع المعدن الأزرق الباهت البالغ الشفافية، الذي يحمي موظفي المفاعل من الإشعاعات الخطرة. بدأ تشغيل المفاعل في 16 يونيو 1960 

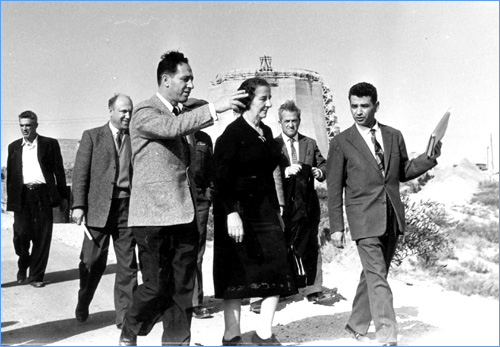
افتتاح مركز البحوث النووية بحضور وزيرة الخارجية جولدا مئير وشمعون بيرس وزير الدفاع

## تلوث إشعاعي
في 21 يونيو 1990، في 21 يونيو 1990 ، وقع حادث في منشأة تابعة لشركة خاصة (التي تتعامل مع تعقيم المنتجات عن طريق الإشعاعات المؤينة) ، حيث قام عامل في منشأة تشعيع تجارية بتجاوز وتجاهل أنظمة السلامة الخاصة بجهاز التعقيم جيم سين 6500 لتطهير انسداد في منطقة الناقلات المنتجة. ما أسفر خلال دقيقة إلى دقيقتين لأن يتعرض لجرعة في جسمه، تُقدر بـ 10 غراي (1000 راد) أو أكثر. وتُوفي بعدها بـ 36 يومًا على الرغم من الرعاية الطبية المكثفة .

## المركز اليوم
يهتم المركز بتطوير أشعة الليزر، وأساليب النووية، والاستشعار عن بعد من تلوث الهواء وبيانات الأرصاد الجوية والتكنولوجيا المغناطيسية والكهرومغناطيسية للكشف عن الأجسام المشبوهة. يحتوي المركز على مكتبة في الفيزياء النووية والفيزياء العامة والكيمياء والرياضيات وغيرها. وفقا لمدير المفاعل، يتم إغلاق المفاعل خلال فترات إطلاق الصواريخ.